# Rajd Kormoran

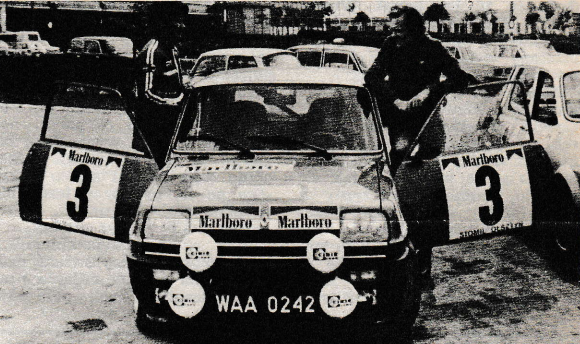
Jerzy Landsberg (po prawej) i Marek Muszyński jadąc samochodem Renault 5 Alpine zwyciężyli w Rajdzie Kormorana w roku 1977

Rajd Kormoran – rajd samochodowy, odbywający się w północno-wschodniej części Polski w okolicach Olsztyna i Krainy Wielkich Jezior Mazurskich, będący jedną z rund Rajdowych Mistrzostw Polski.

## Historia rajdu
Pierwsza edycja rajdu odbyła się w roku 1968, start był w Olsztynie, meta w Starych Jabłonkach, trasa liczyła 1068 kilometrów, a impreza nosiła nazwę Rajdu 1000 jezior. Inicjatorem i pomysłodawcą rajdu był Włodzimierz Śniady. Rajd ten był pierwszą i jedyną przez lata imprezą rozgrywaną na szutrze. Z racji tego, że organizatorzy rajdu mieli go zgłosić Fédération Internationale de l’Automobile, musiano zmienić jego nazwę, gdyż w kalendarzu FIA był już Rajd Tysiąca Jezior rozgrywany od lat w Finlandii. W następnym roku rajd nazywał się Rajdem 1001 jezior, potem Mazurskim i wreszcie w roku 1972 – Kormoran i tak jest do dziś. W tym roku rajd miał charakter zlotu gwiaździstego, na wzór Rajdu Monte Carlo. Od roku 1974 organizatorem jest Auto-Moto-Klub Stomil. W latach 1978–1982 nie był rozgrywany. W latach osiemdziesiątych i dziewięćdziesiątych wspierany przez dwóch czołowych kierowców tamtych lat, pochodzących z Olsztyna Mariana Bublewicza i Krzysztofa Hołowczyca. Od samego początku, do roku 2004 był jedną z eliminacji Rajdowych samochodowych mistrzostwa Polski.

## Zwycięzcy Rajdu Kormoran[3]
| Rok  | Rajd                                               | Kierowca              | Pilot                 | Samochód                          | Seria |
| ---- | -------------------------------------------------- | --------------------- | --------------------- | --------------------------------- | ----- |
| 1968 | 1. Rajd 1000 Jezior                                | Sobiesław Zasada      | Franciszek Postawka   | Porsche 911 L                     | RSMP  |
| 1969 | 2. Rajd 1001 Jezior                                | Krzysztof Komornicki  | Zygmunt Wiśniowski    | Alpine-Renault A110 1300          | RSMP  |
| 1970 | 3. Rajd Mazurski                                   | Krzysztof Komornicki  | Lech Jaworowicz       | Alpine-Renault A110 1300          | RSMP  |
| 1971 | 4. Rajd Mazurski                                   | Włodzimierz Markowski | Jacek Stawiński       | Porsche 912                       | RSMP  |
| 1972 | 5. Rajd Kormoran                                   | Krzysztof Komornicki  | Błażej Krupa          | Polski Fiat 125p 1500             | RSMP  |
| 1973 | 6. Rajd Kormoran                                   | Sobiesław Zasada      | Ewa Zasada            | Porsche Carrera RS                | RSMP  |
| 1974 | 7. Rajd Kormoran                                   | Lelio Lattari         | Marek Szramowski      | Alfa Romeo 2000 GTV               | RSMP  |
| 1975 | 8. Międzynarodowy Rajd Kormoran                    | Błażej Krupa          | Piotr Mystkowski      | Renault 12 Gordini                | RSMP  |
| 1976 | 9. Rajd Kormoran                                   | Tomasz Ciecierzyński  | Jacek Różański        | Polski Fiat 125p 1600 Monte Carlo | RSMP  |
| 1977 | 10. Rajd Kormoran                                  | Jerzy Landsberg       | Marek Muszyński       | Renault 5 Alpine                  | RSMP  |
|      |                                                    |                       |                       |                                   |       |
| 1983 | 11. Rajd Kormoran                                  | Marian Bublewicz      | Ryszard Żyszkowski    | FSO Polonez 2000                  | RSMP  |
| 1984 | 12. Rajd Kormoran                                  | Andrzej Koper         | Krzysztof Gęborys     | Renault 5 Alpine                  | RSMP  |
| 1985 | 13. Rajd Kormoran                                  | Romuald Chałas        | Zbigniew Atłowski     | FSO 1600 A                        | RSMP  |
| 1986 | 14. Rajd Kormoran                                  | Marian Bublewicz      | Ryszard Żyszkowski    | FSO Polonez 2000 Turbo            | RSMP  |
| 1987 | 15. Rajd Kormoran                                  | Marian Bublewicz      | Ryszard Żyszkowski    | FSO Polonez 2000 Turbo            | RSMP  |
| 1988 | 16. Rajd Kormoran                                  | Marian Bublewicz      | Jacek Wypych          | Mazda 323 4WD                     | RSMP  |
| 1989 | 17. Rajd Kormoran                                  | Marian Bublewicz      | Ryszard Żyszkowski    | Mazda 323 4WD                     | RSMP  |
| 1990 | 18. Rajd Kormoran                                  | Marian Bublewicz      | Ryszard Żyszkowski    | Mazda 323 4WD                     | RSMP  |
|      |                                                    |                       |                       |                                   |       |
| 1994 | 20. Rajd Kormoran – 1. Memoriał Mariana Bublewicza | Paweł Przybylski      | Krzysztof Gęborys     | Toyota Celica GT-4 (ST165)        | RSMP  |
| 1995 | 21. Rajd Kormoran – 2. Memoriał Mariana Bublewicza | Krzysztof Hołowczyc   | Maciej Wisławski      | Toyota Celica Turbo 4WD (ST185)   | RSMP  |
| 1996 | 22. Rajd Kormoran – 3. Memoriał Mariana Bublewicza | Krzysztof Hołowczyc   | Maciej Wisławski      | Toyota Celica Turbo 4WD (ST185)   | RSMP  |
| 1997 | 23. Rajd Kormoran                                  | Krzysztof Hołowczyc   | Maciej Wisławski      | Subaru Impreza 555                | RSMP  |
| 1998 | 24. Rajd Kormoran                                  | Robert Gryczyński     | Tadeusz Burkacki      | Toyota Corolla WRC                | RSMP  |
| 1999 | 25. Rajd Kormoran                                  | Krzysztof Hołowczyc   | Jean-Marc Fortin      | Subaru Impreza S4 WRC '98         | RSMP  |
| 2000 | 26. Rajd Kormoran                                  | Janusz Kulig          | Jarosław Baran        | Ford Focus WRC RS '99             | RSMP  |
| 2001 | 27. Rajd Kormoran                                  | Krzysztof Hołowczyc   | Łukasz Kurzeja        | Peugeot 206 WRC                   | RSMP  |
| 2002 | 28. Rajd Kormoran                                  | Leszek Kuzaj          | Erwin Mombaerts       | Peugeot 206 WRC                   | RSMP  |
| 2003 | 29. Rajd Kormoran                                  | Leszek Kuzaj          | Magdalena Lukas       | Subaru Impreza S8 WRC '02         | RSMP  |
| 2004 | 30. Rajd Kormoran                                  | Krzysztof Hołowczyc   | Łukasz Kurzeja        | Subaru Impreza STi N10            | RSMP  |
|      |                                                    |                       |                       |                                   |       |
| 2009 | 33. Rajd Kormoran                                  | Zbigniew Staniszewski | Dawid Barański        | Mitsubishi Lancer Evo IX          | RPP   |
|      |                                                    |                       |                       |                                   |       |
| 2011 | 35. Rajd Kormoran                                  | Przemysław Kastyak    | Leszek Janusz         | BMW 318 iS E30                    |       |
| 2012 | 36. Rajd Kormoran                                  |                       |                       |                                   |       |
| 2013 | 37. INTER CARS Rajd Kormoran                       | Zbigniew Staniszewski | Paweł Drahan          | Mitsubishi Lancer Evo IX          |       |
| 2014 | 38. Rajd Kormoran A                                | Zbigniew Staniszewski | Bartłomiej Boba       | Peugeot 207 S2000                 |       |
| 2014 | 38. Rajd Kormoran B                                | Krzysztof Oleksowicz  | Sebastian Sadowski    | Ford Fiesta R5                    |       |
| 2015 | 39. Rajd Kormoran                                  | Zbigniew Staniszewski | Bartłomiej Boba       | Ford Fiesta R5                    |       |
| 2016 | 40. Rajd Kormoran                                  | Zbigniew Staniszewski | Sebastian Rozwadowski | Ford Fiesta R5                    |       |
| 2017 | 41. Rajd Kormoran                                  | Zbigniew Staniszewski | Sebastian Rozwadowski | Ford Fiesta R5                    |       |
| 2018 | 42. Rajd Kormoran                                  | Zbigniew Staniszewski | Sebastian Rozwadowski | Ford Fiesta R5                    |       |
| 2019 | 43. Rajd Kormoran                                  | Zbigniew Staniszewski | Radosław Korzeniewski | Ford Fiesta R5                    |       |